# جان هویت
جان هویت (انگلیسی: John Hoyt؛ ۵ اکتبر ۱۹۰۵ – ۱۵ سپتامبر ۱۹۹۱) هنرپیشه و فیلم‌نامه‌نویس اهل ایالات متحده آمریکا بود. از فیلم‌هایی که وی در آن نقش داشته است می‌توان به اسپارتاکوس، خوی حیوانی و فاتح اشاره کرد.